# Michał Janota
Michał Janota (ur. 29 lipca 1990 w Gubinie) – polski piłkarz występujący na pozycji ofensywnego pomocnika.
Jest wychowankiem UKP Zielona Góra, z którego w 2006 roku trafił do drużyny juniorów holenderskiego Feyenoordu. Po dwóch latach terminowania był stopniowo wprowadzany do pierwszego zespołu, ostatecznie jednak nie zdołał się przebić i najpierw został wysłany na wypożyczenie do Excelsioru, by następnie w 2010 roku odejść do Go Ahead Eagles. W czerwcu 2012 roku wrócił do kraju przez 2,5 roku występował w Koronie Kielce, następnie przez kolejne pół roku w Pogoni Szczecin, aż latem 2015 roku trafił do Górnika. W 2016 roku stał się piłkarzem I ligowego Podbeskidzia Bielsko-Biała. Od sierpnia 2017 był zawodnikiem Stali Mielec. W czerwcu 2018 r. podpisał kontrakt z Arką Gdynia. Od 1 stycznia 2019 roku był zawodnikiem klub Al-Fateh. 17 grudnia 2020 roku Janota podpisał kontrakt z australijską drużyną Central Coast Mariners. 16 sierpnia ponownie dołączył do Podbeskidzie Bielsko-Biała.

## Kariera klubowa

### UKP Zielona Góra
Janota rozpoczął karierę w Uczniowskim Klubie Piłkarskim Zielona Góra. W 2003 roku wraz z zespołem zwyciężył w młodzieżowym turnieju Coca-Cola Cup oraz został królem strzelców całej imprezy. W 2006 roku był testowany przez szkocki Rangers, do transferu jednak nie doszło. Zamiast tego w sierpniu tego samego roku 16-letni wówczas Janota został graczem holenderskiego Feyenoord.

### Feyenoord
Początkowo Janota występował tylko w zespole juniorów, jednak przed sezonem 2008/09 przesunięto go do pierwszej drużyny oraz podpisano z nim nowy, trzyletni kontrakt. W lipcu 2008 roku zdobył pierwszą bramkę dla klubu. Stało się to podczas wygranego 9-1 sparingu z amatorskim zespołem Oirschot Vooruit. Miesiąc później zadebiutował podczas oficjalnego spotkania podczas przegranego 0-2 meczu o Superpuchar Holandii z PSV Eindhoven. Pod koniec sierpnia 2008 roku zaliczył także swój debiut ligowy. Polak rozegrał 18 minut przegranego 1-3 meczu z Heraclesem Almelo. Pod koniec września Janota zdobył pierwszą oficjalną bramkę w barwach klubu. Miało to miejsce wygranym 3-0 (po dogrywce) spotkaniu pierwszej rundy Pucharu Holandii przeciwko TOP Oss. W rundzie jesiennej sezonu 2008/09 Polak zanotował sześć występów ligowych w pierwszej drużynie, jednak przez całą drugą połowę sezonu nie dostał możliwości poprawienia swojego dorobku.

### Excelsior
12 lipca 2009 roku Janota został wysłany na roczne wypożyczenie do satelickiego klubu Feyenoordu, drugoligowego Excelsioru. Sam piłkarz nie ukrywał, że kierował się poszukiwaniem możliwości częstszych występów. W nowym klubie zadebiutował 7 sierpnia w ligowym spotkaniu ze SC Telstar. Tydzień później, podczas meczu z FC Den Bosch zaliczył premierowe trafienie w barwach Excelsioru. Do końca sezonu zdobył w sumie 7 bramek w 29 spotkaniach. Po zakończeniu okresu wypożyczenia Janota powrócił do Feyenoordu. W klubie zamierzano przestawić go z pozycji ofensywnego pomocnika na lewego obrońcę, co nie odpowiadało specjalnie samemu zawodnikowi. Później Janota w wywiadach przyznał, że pospieszył się z decyzją o odejściu.

### Go Ahead Eagles
Na początku czerwca 2010 roku Polak podpisał dwuletni kontrakt z drugoligowym Go Ahead Eagles. W nowym klubie zadebiutował 16 sierpnia, gdy wszedł z ławki w 62. minucie przegranego 1-2 meczu ze Spartą Rotterdam. Nieco ponad miesiąc później Janota zdobył pierwszą ligową bramkę w barwach Go Ahead. Stało się to podczas przegranego 1-3 spotkania z RKC Waalwijk. Do końca sezonu 2010/11 Polak zdobył w sumie 5 ligowych bramek. W kolejnym sezonie zaliczył o jedno trafienie mniej, jednak Go Ahead udało się zająć miejsce gwarantujące udział w barażach o awans do Eredivisie. Ostatecznie jednak klub okazał się słabszy od FC Den Bosch i odpadł już w pierwszej rundzie. Wcześniej, bo już w lutym stało się jasne, że sezon 2011/12 będzie dla Janoty ostatnim w Go Ahead. W czerwcu Polakowi wygasał kontrakt, zaś dyrektor sportowy klubu, Marc Overmars, poinformował o zakończeniu współpracy z piłkarzem.

### Powrót do Polski
Jako że Janota stał się wolnym zawodnikiem, mógł na własną rękę rozpocząć poszukiwania nowego pracodawcy. Polaka łączono m.in. z wracającą do Ekstraklasy Pogonią Szczecin oraz Jagiellonią Białystok. 18 czerwca 2012 roku Janota związał się jednak z Koroną Kielce, z którą parafował roczną umowę z możliwością przedłużenie o kolejne dwa lata. Ostatecznie w kieleckim zespole występował przez 2,5 roku, rozgrywając w tym czasie ponad 70 meczów. Pod koniec 2014 roku dostał od klubu wolną rękę w poszukiwaniu nowego klubu. Powodem tej decyzji były problemy finansowe świętokrzyskiej drużyny. Nowego pracodawcę znalazł w Szczecinie. Z Pogonią piłkarz podpisał 2,5-letni kontrakt. Już po pół roku został wystawiony przez klub na listę transferową.

## Kariera reprezentacyjna
Janota ma za sobą występy w młodzieżowych reprezentacjach Polski. W 2009 roku selekcjoner kadry do lat 21, Andrzej Zamilski, zdecydował się włączyć go do powoływanego przez siebie składu na mecze eliminacyjne do młodzieżowych Mistrzostw Europy 2011.

## Statystyki kariery

### Klubowej
Stan na 24 czerwca 2016 roku
| Klub                 | Sezon             | Liga              | Liga  | Liga   | Puchar kraju | Puchar kraju | Europa | Europa | Inne  | Inne   | Suma  | Suma   |
| Klub                 | Sezon             | Liga              | mecze | bramki | mecze        | bramki       | mecze  | bramki | mecze | bramki | mecze | bramki |
| -------------------- | ----------------- | ----------------- | ----- | ------ | ------------ | ------------ | ------ | ------ | ----- | ------ | ----- | ------ |
| Feyenoord            | 2008/09           | Eredivisie        | 6     | 0      | 2            | 2            | 1      | 0      | 1     | 0      | 10    | 2      |
| SBV Excelsior (wyp.) | 2009/10           | Eerste divisie    | 29    | 7      | 2            | 1            | –      | –      | 0     | 0      | 31    | 8      |
| Go Ahead Eagles      | 2010/11           | Eerste divisie    | 30    | 5      | 2            | 0            | –      | –      | 2     | 0      | 34    | 5      |
| Go Ahead Eagles      | 2011/12           | Eerste divisie    | 27    | 4      | 3            | 0            | –      | –      | 2     | 0      | 32    | 4      |
| Go Ahead Eagles      | Ogółem w Go Ahead | Ogółem w Go Ahead | 57    | 9      | 5            | 0            | –      | –      | 4     | 0      | 66    | 9      |
| Korona Kielce        | 2012/13           | Ekstraklasa       | 24    | 2      | 2            | 1            | –      | –      | –     | –      | 26    | 3      |
| Korona Kielce        | 2013/14           | Ekstraklasa       | 15    | 3      | 1            | 0            | –      | –      | –     | –      | 16    | 3      |
| Korona Kielce        | 2014/15 (j.)      | Ekstraklasa       | 17    | 0      | 1            | 0            | –      | –      | –     | –      | 18    | 0      |
| Korona Kielce        | Ogółem w Koronie  | Ogółem w Koronie  | 56    | 5      | 4            | 1            | –      | –      | –     | –      | 60    | 6      |
| Pogoń Szczecin       | 2014/15 (w.)      | Ekstraklasa       | 9     | 0      | 0            | 0            | –      | –      | –     | –      | 9     | 0      |
| Górnik Zabrze        | 2015/16           | Ekstraklasa       | 11    | 0      | 0            | 0            | –      | –      | –     | –      | 11    | 0      |
| Stal Mielec          | 2017/2018         | I liga            | 1     | 0      | 0            | 0            | –      | –      | –     | –      | 1     | 0      |
| Stal Mielec          | Ogółem w Stali    | Ogółem w Stali    | 1     | 0      | 0            | 0            | –      | –      | –     | –      | 1     | 0      |
| Ogółem w karierze    | Ogółem w karierze | Ogółem w karierze | 152   | 21     | 12           | 4            | 1      | 0      | 5     | 0      | 170   | 25     |

### Reprezentacyjnej
| #   | Data                 | Reprezentacja | Miejsce                  | Przeciwnik         | Rezultat | Gole | Rozgrywki          | Przypis |
| --- | -------------------- | ------------- | ------------------------ | ------------------ | -------- | ---- | ------------------ | ------- |
| 1.  | 31 sierpnia 2005     | U-17          | Nowy Sącz, Polska        | Węgry U-17         | 2:1      |      | Puchar Syrenki     | [ 20 ]  |
| 2.  | 1 września 2005      | U-17          | Nowy Sącz, Polska        | Słowenia U-17      | 0:2      |      | Puchar Syrenki     | [ 21 ]  |
| 3.  | 5 września 2005      | U-17          | Nowy Sącz, Polska        | Norwegia U-17      | 3:1      | 1    | Puchar Syrenki     | [ 22 ]  |
| 4.  | 20 września 2005     | U-17          | Bydgoszcz, Polska        | Norwegia U-17      | 2:0      |      | El. ME U-17 2006   | [ 23 ]  |
| 5.  | 22 września 2005     | U-17          | Toruń, Polska            | Liechtenstein U-17 | 2:0      | 1    | El. ME U-17 2006   | [ 24 ]  |
| 6.  | 28 września 2005     | U-16          | Bischwiller, Francja     | Francja U-16       | 0:0      |      | Mecz towarzyski    | [ 25 ]  |
| 7.  | 18 października 2005 | U-16          | Wrocław, Polska          | Czechy U-16        | 2:2      | 1    | Mecz towarzyski    | [ 26 ]  |
| 8.  | 20 października 2005 | U-16          | Brzeg Dolny, Polska      | Czechy U-16        | 0:0      |      | Mecz towarzyski    | [ 27 ]  |
| 9.  | 30 marca 2006        | U-17          | Zielona Góra, Polska     | Szwajcaria U-17    | 1:0      | 1    | El. ME U-17 2006   | [ 28 ]  |
| 10. | 30 sierpnia 2006     | U-16          | Ciechanów, Polska        | Litwa U-16         | 8:0      |      | Puchar Syrenki     | [ 29 ]  |
| 11. | 15 października 2006 | U-17          | Maarianhamina, Finlandia | Izrael U-17        | 3:0      |      | El. ME U-17 2007   | [ 30 ]  |
| 12. | 17 października 2006 | U-17          | Maarianhamina, Finlandia | Finlandia U-17     | 2:0      | 1    | El. ME U-17 2007   | [ 31 ]  |
| 13. | 9 lutego 2007        | U-17          | Hiszpania                | Holandia U-17      | 3:2      | 1    | Turniej towarzyski | [ 32 ]  |
| 14. | 27 lipca 2007        | U-18          | Kutno, Polska            | Rosja U-18         | 2:0      |      | Mecz towarzyski    | [ 33 ]  |
| 15. | 27 marca 2009        | U-21          | Ryga, Łotwa              | Łotwa U-21         | 2:2      |      | Mecz towarzyski    | [ 34 ]  |
| 16. | 10 września 2009     | U-19          | Olecko, Polska           | Litwa U-19         | 1:0      | 1    | Mecz towarzyski    | [ 35 ]  |
| 17. | 12 października 2009 | U-21          | Eschen, Liechtenstein    | Liechtenstein U-21 | 5:0      |      | El. ME U-21 2011   | [ 36 ]  |
| 18. | 31 sierpnia 2010     | U-23          | Opalenica, Polska        | Uzbekistan U-23    | 2:0      | 1    | Mecz towarzyski    | [ 37 ]  |